# Antônio Bandeira Trajano
Antonio Trajano (Vila Pouca de Aguiar, Portugal, 30 de agosto de 1843 — Rio de Janeiro, 23 de dezembro de 1921) foi um professor e autor de livros didáticos de matemática luso-brasileiro e membro da Comissão Tradutora da Bíblia.
Presidiu o Supremo Concílio da Igreja Presbiteriana do Brasil entre os anos 1881-1882 (na época Presbitério do Rio de Janeiro) e 1894-1896 (na época Sínodo do Brasil).

## Vida
Veio o prof. Antonio Trajano ao Brasil por volta de 1859, transformando-se em um dos fundadores da Igreja Presbiteriana de São Paulo. Casou-se no mês de março de 1873 em Sorocaba. Ministrou aulas de Geografia e Aritmética na escola da citada igreja e na congênere do Rio de Janeiro, tendo lecionado depois matemática na Escola Americana de São Paulo.
Com o seu falecimento desapareceu a primeira geração de obreiros presbiterianos do Brasil.

## Obras
Escreveu vários livros que foram reimpressos, ano a ano, durante décadas após seu falecimento. Publicou as primeiras aritmética e álgebra para uso dos cursos primário e secundário do Brasil. Os seus livros foram oficialmente adotados pela Família Real Brasileira e pela Escola Militar. Alguns exemplos de tais publicações, pela Editora Francisco Alves:
- Álgebra Elementar
- Chave de Álgebra;
- Álgebra superior;
- Aritmética Primária;
- Aritmética Progressiva;
- Chave de Aritmética Progressiva; e
- Aritmética Elementar Ilustrada.